# سيطرة على الحشود

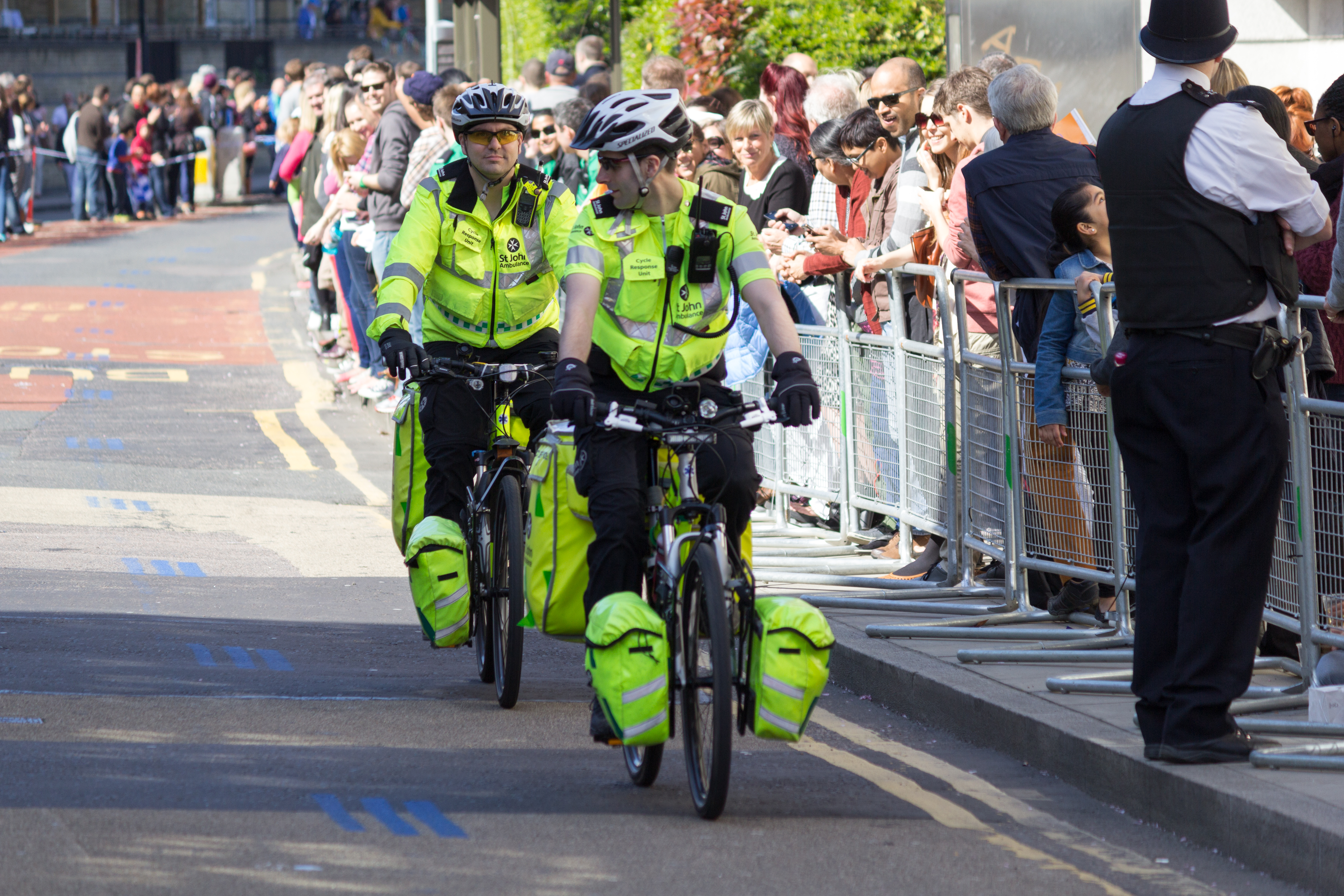
خلال ماراثون لندن 2014، ضابط شرطة يبقي المتفرجين وراء السياج ، بينما يقوم الإسعافات الأولية بدوريات.

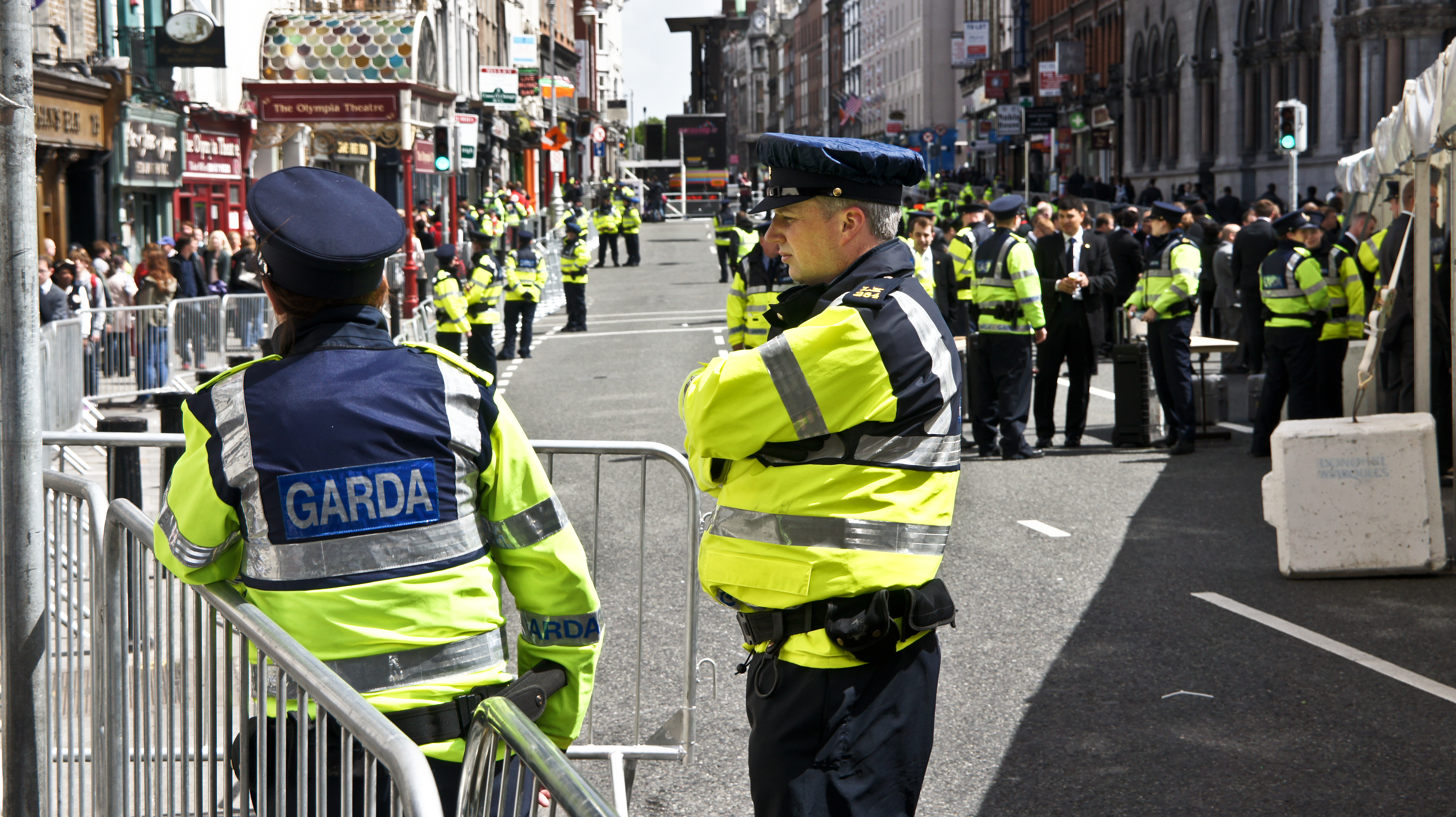
غاردا سيوشانا ضباط في مهمة حراسة في شارع تم تطهيره في دبلن، أيرلندا عندما زار الرئيس أوباما البلاد في عام 2011.

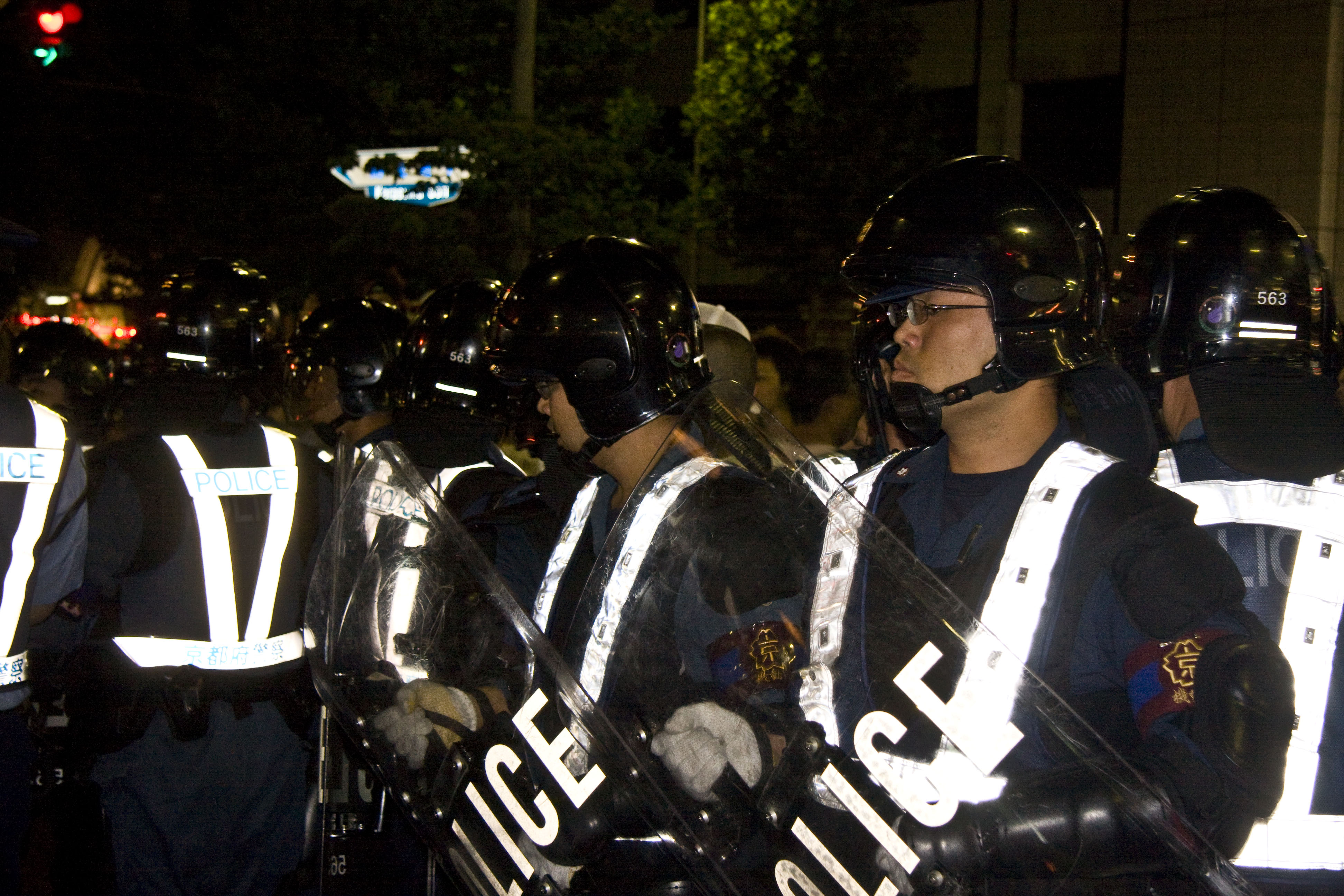
ضباط وحدة شرطة مكافحة الشغب بمحافظة كيوتو في الخدمة أثناء مهرجان جيون ماتسوري 2008.

السيطرة على الحشود (بالإنجليزية: Crowd control)‏ هي ممارسة للأمن العام حيث تتم إدارة الحشود الكبيرة لمنع اندلاع التدافع، والمعارك التي تنطوي على أشخاص في حالة سكر أو غير منظمين أو أعمال شغب. يمكن أن يسبب الحشود على وجه الخصوص مئات الوفيات. الإدارة الفعالة للحشود تدور حول إدارة الأحداث المتوقعة وغير المتوقعة للحشود. يمكن أن تشمل السيطرة على الحشود حراس أمن معينين من القطاع الخاص وكذلك ضباط شرطة. غالبًا ما تستخدم السيطرة على الحشود في التجمعات العامة الكبيرة مثل معارض الشوارع والمهرجانات الموسيقية والملاعب والمظاهرات العامة. في بعض الأحداث، يستخدم حراس الأمن والشرطة أجهزة الكشف عن المعادن والكلاب البوليسية لمنع نقل الأسلحة والمخدرات إلى مكان ما.

## المعدات
يمكن استخدام مواد مثل الدعامات، حواجز التحكم في الحشود، الأسوار والشارات المطلية على الأرض لتوجيه الحشد. طريقة شائعة للسيطرة على الحشود هي استخدام سياج ذو وضوح عالي لتحويل حركة مرور المشاة وزحفها إلى مكان آمن عندما يكون هناك أي تهديد محتمل للخطر. يعد الحفاظ على الراحة والاسترخاء أمرًا ضروريًا أيضًا، لذلك تستخدم أحيانًا أشياء مثل المظلات ومراوح التبريد (في الطقس الحار) والترفيه أيضًا. وبالتالي، فإن التدابير التقييدية وتطبيق القوة يمكن أن تجعل الزحام أكثر خطورة، على سبيل المثال أثناء كارثة هيلزبرة. للسيطرة على أعمال الشغب والمظاهرات، انظر السيطرة على الشغب.
تشمل المنتجات المحددة التي يتم استخدامها لتنفيذ إدارة الخط والإرشادات العامة في المناطق ذات الكثافة المرورية المرتفعة أنظمة الحزام القابلة للسحب (والتي تتضمن وظيفة دعامة وشريط قابل للسحب) وأنظمة تعليق على الحائط (تشتمل أيضًا على حزام قابل للسحب ولكن مثبت على السطح). أنظمة البريد والحبال شائعة أيضًا، لا سيما في البنوك والمسارح.

## التاريخ
يبدأ تاريخ السيطرة على الحشود في عشرينيات القرن الماضي، حيث لم تكن هناك وحدة رسمية لمراقبة الحشود. سيكون هناككناك من عشرة إلى 20 ضابطًا يصطفون. وراء خط واحد سيكون هناك خط آخر حوالي عشرين قدما الظهر. كان الضباط مسلحين بالهراوات ومقابض الفأس. مهمتهم هي ببساطة إيقاف احشد ، الأمر الذي سينتهي فقط مجانًا للجميع ويؤدي إلى إصابات متعددة للضباط.
في وقت لاحق في خمسينيات القرن الماضي، أول فرق مكافحة الشغب الفعلية المسلحة بدروع مكافحة الشغب والهراوات. كان الهدف هو أن يقوم ضباط درع الشغب بإيقاف الخطوط. عندما وصلوا إلى الاتصال الفعلي مع الحشود ، كان من المفترض أن يساعد الضباط بالهراوات ضباط مكافحة الشغب. ولكن إذا تم استخدام القوة المميتة ضدهم، فليس هناك تدريب أو إجراء لمواجهة ذلك. تم ترك الضباط في هذه المرحلة للدفاع عن أنفسهم.
أخيرًا في الستينيات والسبعينيات، رأينا أولاً استخدام الغاز المسيل للدموع. ومع هذا الابتكار الجديد، لم يعتاد الضباط على العمل في بيئة كانت فيها الرؤية محدودة. لم يكن الدرع الذي ارتدوه في ذلك الوقت متنقلاً. هذا يؤدي إلى هذا النوع من الدروع التي نادرا ما تستخدم.
جهاز التحكم في الحشود هو أيضًا اسم آخر للحارس أو البواب.

## وصلات خارجية
- إدارة الحشد - مقالة مصورة مع نصائح إدارة الحشود والحيل
- حشود: مثال على حزمة برامج محاكاة الحشود